# Atanas Sjopov
Atanas Shopov, född 4 oktober 1951 i Dobrovnitsa, är en bulgarisk före detta tyngdlyftare.
Sjopov blev olympisk silvermedaljör i 90-kilosklassen i tyngdlyftning vid sommarspelen 1972 i München.